# 李周策
李周策（1527年—？），字獻卿，號龙门，直隸蘇州府長洲縣民籍，吴江县人，明朝政治人物。

## 生平
萬曆元年（1573年）癸酉科應天府鄉試第十八名舉人，萬曆十一年（1583年）癸未科會試第一百五十二名，登三甲第三十六名進士。兵部觀政，本年授河南商城县知县，十五年行取，十六年擢禮科给事中，十八年升兵科右给事中，改工科右给事中。十九年補吏科左给事中，任山東乡试主考。二十年升礼科都给事中。二十一年京察不及，二十二年降宁州判官，本年升兖州府通判

## 家族
曾祖李傳；祖父李牧；父李紹美，曾任儒官。前母周氏；母顧氏。